# Još tvoje ruže mirišu samoćom
„Još tvoje ruže mirišu samoćom“ je televizijski esej posvećen poeziji srpskog pesnika Slobodana Stojadinovića Čudea, u trajanju od 30 minuta, reditelja Slobodana Ž. Jovanovića, a u proizvodnji Radio-televizije Srbije 1997. godine.

## Autorska ekipa
- Reditelj Slobodan Ž. Jovanović
- Direktor fotografije Vojislav Lukić

## Učestvuje
- Slobodan Ninković

## Spoljašnje veze
- Još tvoje ruže mirišu samoćom на веб-сајту  (језик: енглески)
- http://www.rts.rs/page/stories/sr/story/57/Srbija+danas/874698/Preminuo+Slobodan+Stojadinovi%C4%87+%C4%8Cude.html
- http://www.rts.rs/page/tv/sr/story/255/RTS+Digital/68203/Pesni%C4%8Dke+vedrine:+Slobodan+Stojadinovi%C4%87+
- Još tvoje ruže mirišu samoćom - pesnik Slobodan Stojadinović Čude на веб-сајту